# 큰루손숲쥐
큰루손숲쥐 또는 루손숲쥐(Bullimus luzonicus)는 쥐과에 속하는 설치류의 일종이다. 필리핀쥐속에 속하는 3종 중에서 처음으로 기술되었다. 필리핀에서만 발견된다. 아우로라주와 벵게트주, 남카마리네스주, 칼링가주 발발란에서 서식한다.